# Родман (переписна місцевість, Нью-Йорк)
Родман (англ. Rodman) — переписна місцевість (CDP) в США, в окрузі Джефферсон штату Нью-Йорк. Населення — 152 особи (2020).

## Географія
Родман розташований за координатами 43°51′4″ пн. ш. 75°56′26″ зх. д. / 43.85111° пн. ш. 75.94056° зх. д. (43.851246, -75.940557).  За даними Бюро перепису населення США в 2010 році переписна місцевість мала площу 0,30 км², уся площа — суходіл.

## Демографія
Згідно з переписом 2010 року, у переписній місцевості мешкали 153 особи в 57 домогосподарствах у складі 41 родини. Густота населення становила 510 осіб/км².  Було 63 помешкання (210/км²).
Расовий склад населення:
| - 96,7 % — білих - 1,3 % — азіатів - 0,7 % — корінних американців |

До двох чи більше рас належало 1,3 %. Частка іспаномовних становила 0,0 % від усіх жителів.
За віковим діапазоном населення розподілялося таким чином: 25,5 % — особи молодші 18 років, 59,5 % — особи у віці 18—64 років, 15,0 % — особи у віці 65 років та старші. Медіана віку мешканця становила 36,8 року. На 100 осіб жіночої статі у переписній місцевості припадало 112,5 чоловіків;  на 100 жінок у віці від 18 років та старших — 111,1 чоловіків також старших 18 років.
Середній дохід на одне домашнє господарство  становив 74 438 доларів США (медіана — 61 250), а середній дохід на одну сім'ю — 73 174 долари (медіана — 58 333). За межею бідності перебувало 2,4 % осіб, у тому числі 0,0 % дітей у віці до 18 років та 0,0 % осіб у віці 65 років та старших.
Цивільне працевлаштоване населення становило 70 осіб. Основні галузі зайнятості: освіта, охорона здоров'я та соціальна допомога — 34,3 %, фінанси, страхування та нерухомість — 14,3 %, роздрібна торгівля — 11,4 %, науковці, спеціалісти, менеджери — 10,0 %.